# Veratrum anticleoides
Veratrum anticleoides är en nysrotsväxtart som först beskrevs av Ernst Rudolf von Trautvetter och Carl Anton von Meyer, och fick sitt nu gällande namn av Hisayoshi Takeda och Kiichi Miyake. Veratrum anticleoides ingår i släktet nysrötter, och familjen nysrotsväxter. Inga underarter finns listade.